# Fanta
Fanta är en kolsyrad läskedryck med fruktsmak, producerad av The Coca-Cola Company. Den skapades i Tyskland 1940 som ett alternativ till Coca-Cola. Den mest populära smaken är apelsin, men drycken finns i mer än 100 varianter. Avvikelser i ingredienser och smaker förekommer mellan länder. Exempelvis är Fanta Orange baserad på apelsinjuice i flera länder, men i USA innehåller den ingen apelsinjuice. Drycken säljs i en 33cl burk eller en PET-flaska i storlekarna 50cl eller 1,5l.

## Historia
Namnet kommer från det tyska ordet Fantasie, som betyder fantasi. Fanta utvecklades 1940 av doktor Schetelig, chefskemist på Coca-Colas tyska dotterbolag i Essen. På grund av att de allierade hade brutit handelsförbindelserna med Tyskland under andra världskriget saknade bolaget smakämnena för att tillverka Coca-Cola. Max Keith, som var VD på Coca-Cola Deutschland, fick idén att framställa en fruktdryck på de produkter som fanns tillgängliga. Fanta började då framställas av restprodukter från olika produkter, primärt vassle från ostproduktion och äppelfibrer som rest från cidertillverkning. Utöver detta användes socker från sockerbetor och fruktskal från syltproduktion.
1941 introducerades Fanta på den tyska marknaden. Rättigheterna övertogs 1946 av Coca-Cola Company och drycken introducerades i USA 1960. Fanta Orange baserad på lokala fruktingredienser lanserades först i Neapel i Italien 1955. Fanta introducerades i dåvarande Sovjetunionen 1979. År 2017 producerades Fanta i omkring 190 länder.

### I Sverige
Fanta Orange började säljas i Sverige 1965. Efter att drycken introducerats i Sverige framställdes den på licens av olika bryggerier. 1998 öppnades Coca-Colas egen anläggning i Jordbro, Haninge kommun, där de flesta av företagets drycker produceras i nuläget.
Under 1980-talet fanns läsken i apelsinsmak blandat med cola under namnet Fanta Black Orange. Varianten med mindre kalorier som fick namnet Fanta Zero Sugar lanserades på svenska marknaden 1991. Fanta med citronsmak ersättes av Fanta Lime 2002 och återlanserades sedan 2009. Under 2008 lanserades varianten B'good i två smaker. Den innehöll mer fruktjuice och mindre tillsatt socker. Den var omdebatterad för att den enligt Konsumentföreningen Stockholm marknadsfördes som hälsosam utan att leva upp till det. Tillverkaren ansåg att marknadsföringen var korrekt.
Fanta med hallonsmak utvecklades specifikt för den svenska marknaden och släpptes under våren 2019. Designen på burkförpackningen ändrades under 2019 från en klassisk burk som funnits i Sverige i 47 år till en mer långsmal variant.
Enligt jämförelse av sockerinnehåll gjort av Cancerfonden 2020 innehöll svensk Fanta högre andel socker jämfört med Fanta i andra Europaländer. Året efter ersattes en del av sockret med olika sötningsmedel i originalvarianten Fanta orange i Sverige. Förändringen genomfördes som en del av Coca-Colas löften om att minska användningen av tillsatt socker i sina drycker. Många konsumenter reagerade negativt på ändringen och att det inte tydligt framgick i marknadsföringen. Coca-Cola svarade att det var förbjudet att marknadsföra den sänkta sockerhalten på etiketterna.
Olika smaker introduceras regelbundet som en tillfällig variant, bland annat Mango, Fläder & Citron och Blood Orange. Under 2020 lanserades What The Fanta Zero Sugar i olika hemliga smaker i en burk med samma design, konsumenterna uppmuntrades gissa smakerna. Efter några månader avslöjades innehållet, läsken fanns i 3 varianter: Melon Banan, Citron Kaktus och Litchi.

## Varianter
- Fanta Orange
- Fanta Orange Zero Sugar
- Fanta Exotic
- Fanta Exotic Zero Sugar - lanserades i början av 2019[18].
- Fanta Lemon
- Fanta Raspberry Zero Sugar
- Fanta Shokata - med smak av fläder och citron, lanserades 2018[19]
- Fanta Strawberry & Kiwi
- Fanta Lime - ersatte Fanta Lemon 2002. Säljs ej längre.[9]
- Fanta Pink Grapefruit Zero - Säljs ej längre.
- Fanta Wildberries - Säljs ej längre.
- Fanta Gröna Äpplen - Säljs ej längre

### Tillfälliga smaker
- Fläder & Citron (2003)[6]
- Peach Twist (2014)
- Mango (2015)[6]
- Pineapple Citrus (2016)[20]
- Mezzo (2017) - Fanta Orange blandat med cola[21]
- BlackCurrant Zero Sugar (Halloween 2017)[22].
- Blood Orange Zero Sugar (Halloween 2018)[23]
- Dark Mystery Blood Orange (Halloween 2019)[24]
- What The Fanta Zero Sugar (2020)

## Bilder

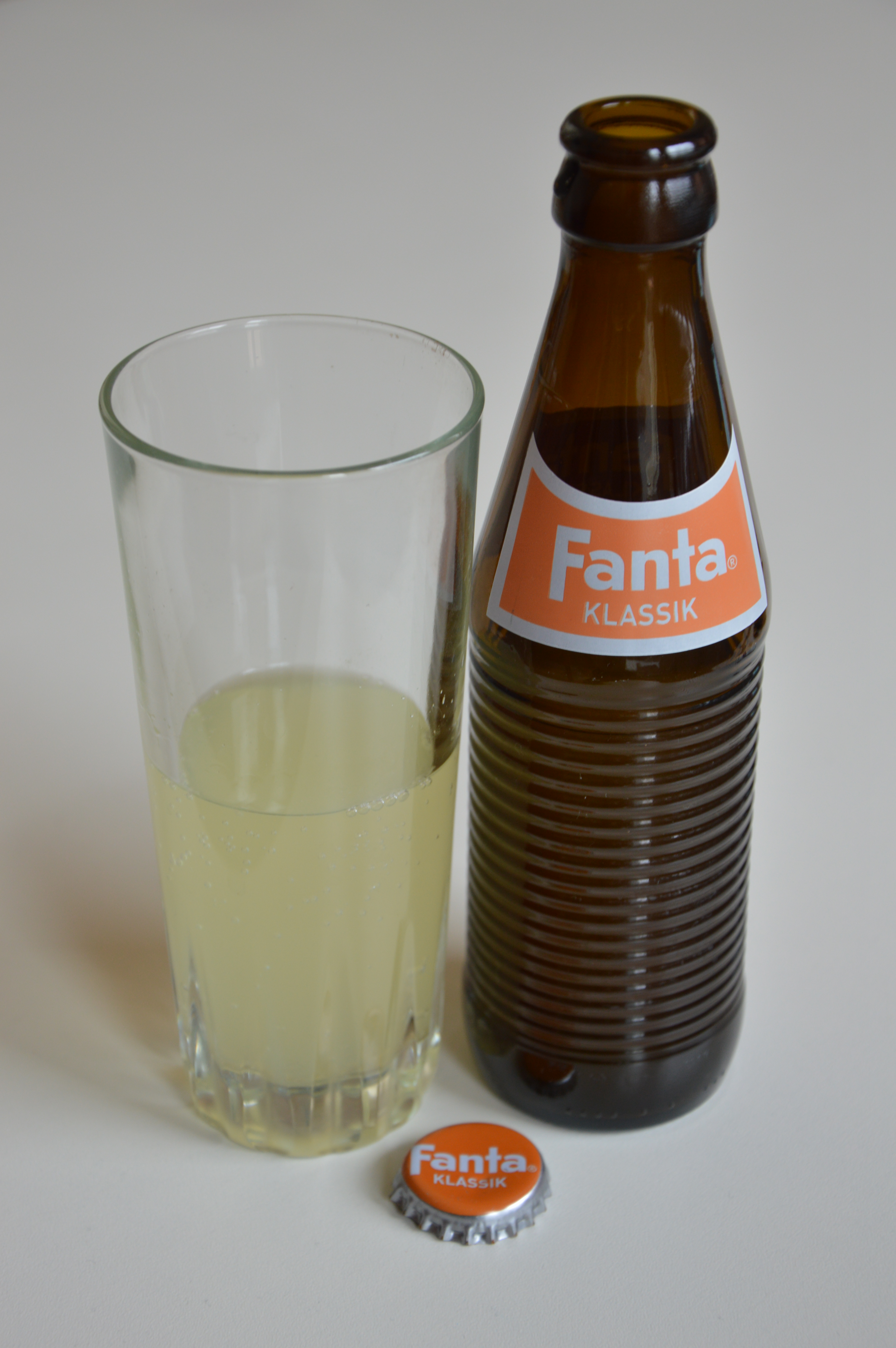
Fanta producerad i samband med Fantas 75-årsjubileum, inspirerad av det tyska originalet.
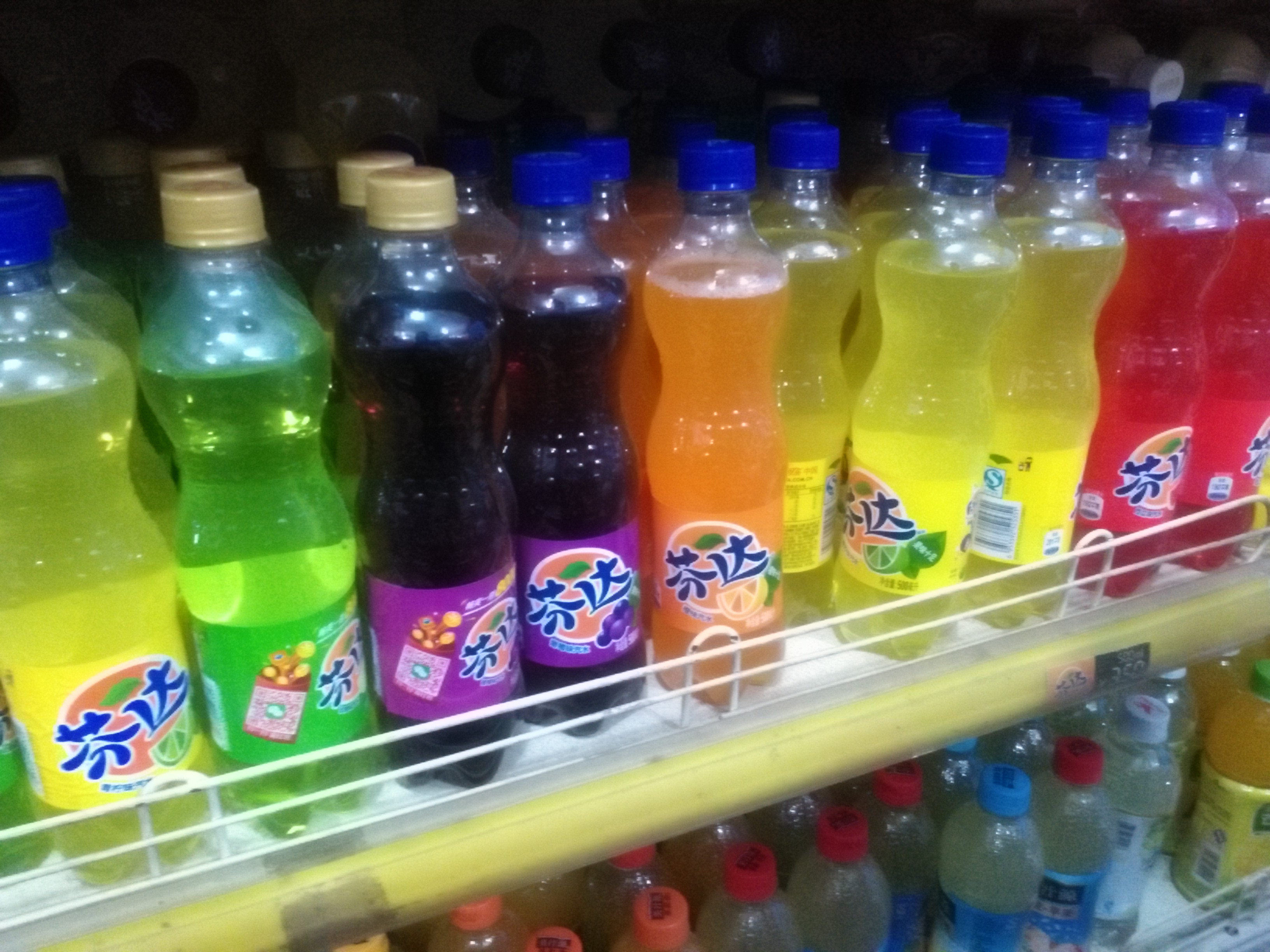
Plastflaskor med Fanta i en butikshylla i Kina.
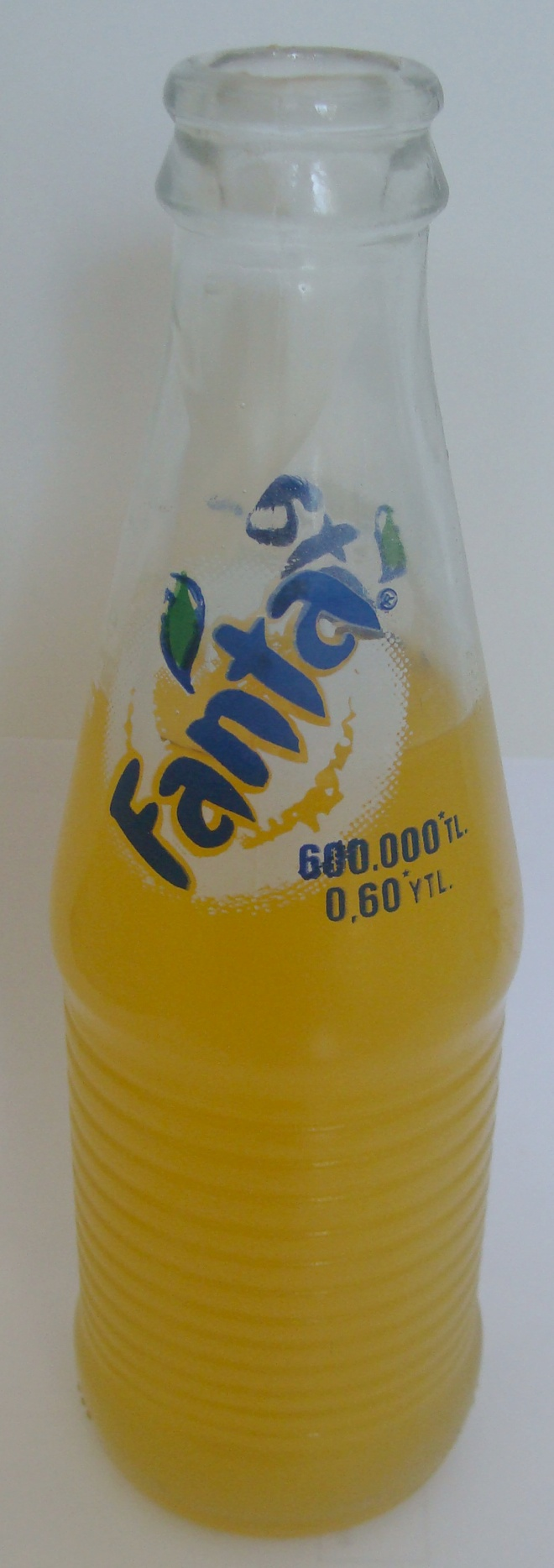
Fanta i glasflaska i Turkiet.